# Cláudio Lenz Cesar
Cláudio Lenz Cesar (Fortaleza, Ceará) é um físico e pesquisador brasileiro. Especialista em antimatéria, é colaborador da equipe ALPHA do CERN (Organização Europeia para Pesquisa Nuclear), professor da Universidade Federal do Rio de Janeiro e atua no IMPA-Tech concebendo e implementando cursos de física experimental.

## Carreira
Natural do Ceará, Cláudio Lenz Cesar é filho de Homero Lenz César, professor do Departamento de Física da UFC.
Formou-se eletrotécnico na antiga Escola Técnica Federal do Ceará (atual Instituto Federal do Ceará) no ano de 1981. Logo em seguida cursou a graduação em Física na UFC, concluída em 1985.
Entre os anos de 1986 e 1988, cursou o Mestrado em Física na UFPE.
Em 1988, Cláudio Lenz iniciou o doutorado no Massachusetts Institute of Technology (MIT), nos Estados Unidos, o qual foi concluído em 1995.
No ano de 1998, tornou-se Professor Titular do Departamento de Física da UFRJ.
No ano de 2002, Cláudio Lenz, como representante colaborador da UFRJ junto ao CERN na Suíça, participou da equipe internacional ATHENA, a qual conseguiu pela primeira vez na história produzir átomos de anti-hidrogênio "frio" (de baixa velocidade).
Em 2005, foi criada uma nova equipe internacional no CERN para pesquisas com antimatéria, a equipe ALPHA, da qual Cláudio Lenz Cesar passou a fazer parte.
Em setembro de 2010, a equipe internacional ALPHA anunciou que conseguiu, pela primeira vez, capturar átomos de antimatéria. Foram aprisionados 38 átomos de antihidrogênio no "tanque de antimatéria" criado pelos cientistas, cada um deles ficando retido por mais de um décimo de segundo. A revista Physics World considerou este como o feito mais importante da Física no ano de 2010.
Em junho de 2011, a mesma equipe ALPHA anunciou um novo recorde, ao aprisionar átomos de antimatéria por 1000 segundos (mais de 16 minutos).  O relatório desde experimento foi publicado na conceituada revista científica Nature, em artigo assinado pelos membros da equipe ALPHA, incluindo Cláudio Lenz Cesar (abreviado como C. L. Cesar).
Em março de 2012, a equipe ALPHA anunciou que conseguiu pela primeira vez efetuar medições de propriedades de átomos de antimatéria.
Em dezembro de 2016, a equipe ALPHA, contando com a participação de Cláudio Lenz Cesar e outros brasileiros, publicou na revista Nature o resultado do primeiro experimento em que conseguiram fazer átomos de antihidrogênio interagir com raios laser, podendo fazer pela primeira vez a espectroscopia da antimatéria, e chegando a conclusão de que o espectro da antimatéria não é diferente do espectro da matéria convencional. 
Em abril de 2018, a equipe ALPHA, novamente contando com a participação de Cláudio Lenz Cesar e outros brasileiros, publicou na revista Nature o resultado de um novo experimento que mensurou com uma precisão na casa de duas partes por trilhão a frequência na transição 1S-2S em antihidrogênio, num salto da camada “K” para a camada “L”, entrando em um novo nível de precisão, de 12 algarismos, na comparação entre a matéria comum e a antimatéria. 
Em 2023, com colaboradores  da UFRJ, implementa a primeira armadilha de íons do Brasil.
A revista semanal brasileira VEJA publicou em sua edição nº 2232, de 31 de agosto de 2011, matéria intitulada "Os Brasileiros que Mudaram as Regras do Jogo", na qual descreve 50 casos de pesquisadores, cientistas e inventores brasileiros que causaram grande impacto com suas descobertas ou invenções. Ao lado de nomes como Miguel Nicolelis e Augusto Damineli, a revista citou em um quadro na página 110, com o título "A compreensão da antimatéria", os nomes de Cláudio Lenz Cesar e Daniel de Miranda Silveira, destacando a participação de ambos nos experimentos do CERN.
Em 2024 implementa os cursos de Introdução a Laboratório e Laboratório de Física I no IMPA-Tech, uma graduação ligada ao Instituto de Matemática Pura e Aplicada.